# Ole Henrik Magga

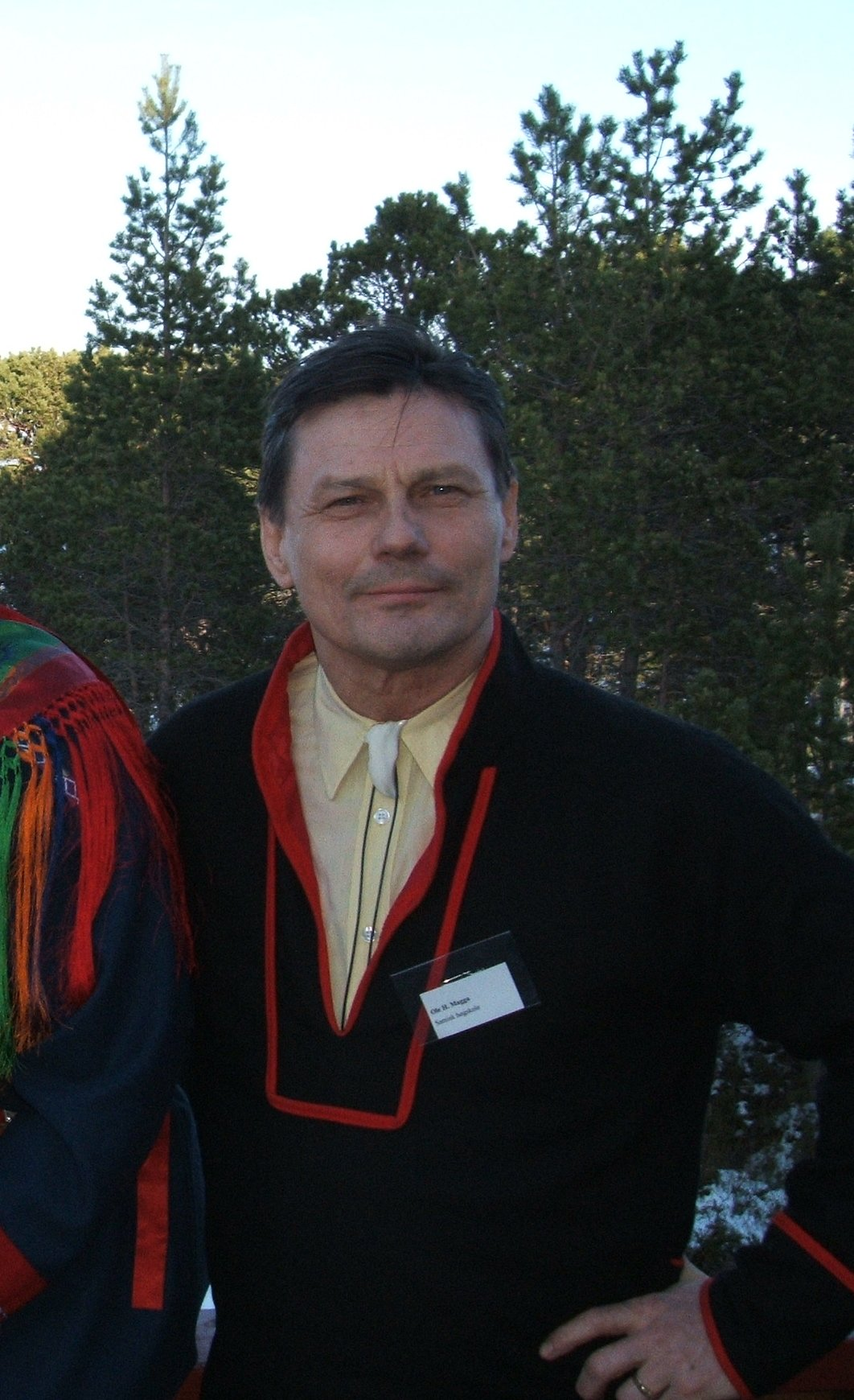
Ole Henrik Magga

Ole Henrik Magga, född 12 augusti 1947, är en samisk språkforskare och politiker från Kautokeino, Norge.

## Som lingvist
Som lingvist är Ole Henrik Magga mest känd för sitt arbete med syntax. Hans examensarbete vid Universitetet i Oslo, "Lokative læt-setninger i samisk" diskuterade strukturen i existentiella och habitiva meningar, vars strukturer i många av de uraliska språken liknar varandra. Hans doktorsavhandling år 1986 diskuterade strukturen av samiska verbala fraser, särskilt samspelet mellan modala verb och infinitiv.
Magga blev professor i finsk-ugriska språk vid Oslo universitet 1997, efter Knut Bergsland, men avstod sin tjänst för en professur i samiska språk vid Samiska högskolan i Kautokeino. Magga blev medlem av norska vetenskapsakademien 1993.
År 2006 blev han kommendör av Den Kongelige Norske Sankt Olavs Orden. År 2012 utnämndes han till hedersdoktor vid Lapplands universitet.

## Som politiker
Magga var delegat till World Council of Indigenous Peoples (WCIP) när den grundades i Kanada 1975. Magga ledde norska sameföreningen 1980 till 1985 och var den första ordföranden i det norska Sametinget 1989 till 1997. Från 1992 till 1995 var Magga ledamot av Världskommissionen för kultur och utveckling. År 2002 blev Magga den första ordföranden i FN: s permanenta forum för ursprungsfolk.

## Biografi
- Lokative læt-setninger i samisk. Dieđut 1978.
- Modalverb og infinitiv innen verbalet : prosjektrapport. Dieđut 1982.
- Infinitives within the VP in Northern Sami: The accusative with infinitive. in Riepmočála (1984)
- Studier i samisk infinitivsyntaks. Doktorsavhandling, Universitetet i Oslo. 1986.

| ”               | Inför Sveriges kung och drottning den 6 december 2004 uttalade professor Ole Henrik Magga att Sveriges kungar alltid varit de som beflitat sig om samernas rätt till land och vatten allt sedan Gustav Vasas brev 1526, 1543 jakträtt, skattemannarätt, lappgräns, 1551 samebyars äganderätt till land och vatten. Vasaätten och Gustav III 1789 fortsatte. | „ |
| – Tomas Cramér, | |   |